# バッド・デイ〜ついてない日の応援歌
バッド・デイ〜ついてない日の応援歌（Bad Day）は、ダニエル・パウターのファーストシングル。ヨーロッパで先行発売され、アメリカでは人気テレビ番組「アメリカン・アイドル」のシーズン5でエンディングテーマに使われ、Billboard Hot 100で5週連続1位を獲得する大ヒットを記録した。日本ではテレビドラマ『レガッタ〜君といた永遠〜』の挿入歌に起用された。

## 収録曲

### 通常版
1. Bad Day
2. Stupid Like This (Non-Album Track)
3. Lost On The Stoop

1. Stupid Like This

### Pt.2
1. Bad Day
2. Stupid Like This
3. Lost On The Stoop
4. Bad Day (Video)

## ミュージックビデオ
似たような境遇にありながら全く接点を持たなかった2人。その2人が駅のポスターに落書きをし合うことでお互いの存在を意識し、最後にポスターに描いた通りのシチュエーションで出会うというストーリーとなっている。
落書きをするシーンはロサンゼルスの地下鉄「レッドライン」のパーシング・スクエア駅で撮影された。
出演はジェイソン・アデルマン（Jason Adelman）とサミーア・アームストロング（Samaire Armstrong）。監督はマーク・ウェッブ（Marc Webb）。